# Erwin Amend
Erwin Amend (* 12. August 1919 in Weilburg; † 4. Juni 1997 in Mainz) war ein deutscher Komponist und Konzertmeister.

## Leben
Erwin Amend studierte Musik an der Frankfurter Hochschule für Musik und arbeitete ab 1939 als Konzertmeister des Frankfurter Kammerorchesters. Darauf folgten von 1947 bis 1950 Konzertmeistertätigkeiten am Stadttheater Gießen, 1950–55 beim Kurorchester in Baden-Baden sowie in Motola (Schweden). In den Jahren 1956 bis zu seiner Pensionierung 1979 war er Konzertmeister der Städtischen Bühnen Mainz (heute Staatstheater Mainz). 
Während seiner fünfjährigen Tätigkeit in Baden-Baden gründete er das Baden-Badener Streichquartett. 

Sein Œuvre umfasst mehr als 200 Kompositionen verschiedener Gattungen. Einen Schwerpunkt bilden Kompositionen für Kammermusik, sinfonische Werke sowie Bühnen- und Filmmusiken. Durch eine herzliche Freundschaft mit Paul Hindemith, hatte dieser einen großen Einfluss auf Erwin Amends kompositorisches Schaffen. 

Neben der Kompositionstätigkeit widmete er sich auch musikhistorischen Arbeiten.

## Werke
- Adagio und Fuge. Für zwei Trompeten und Streichorchester oder Orgel
- Was mein Gott will, das g‘scheh allzeit. Choralvariationen für Trompete und Streichorchester oder Orgel
- Miniaturen ‘9. Für Oboe, Trompete, Fagott und Cembalo